# Kopperburger Leide
Die Kopperburger Leide ist ein etwa vier Kilometer langes Tief in der Gemeinde Wangerland im Landkreis Friesland im Norden von Niedersachsen.
Der drei Meter breite Wasserlauf im Jeverland, durch den Binnenwasser letztlich in die Nordsee abfließt, zweigt zwischen Altgarmssiel und Ziallerns aus dem Tettenser Tief ab. Er fließt dann in südöstlicher Richtung zwischen Hohenkirchen und Tettens und geht bei Poggenburg (südlich von Hohenkirchen) in die Poggenburger Leide über.
In früheren Zeiten diente das Tief vor allem zur Entwässerung und als Verkehrsweg.